# Подкорытов, Михаил Иванович
Михаил Иванович Подкорытов (11 февраля 2004, Шадринск) — российский тяжелоатлет. Серебряный призёр чемпионата России 2025 года в категории до 96 кг. Обладатель Кубка России 2025 года. Мастер спорта России.

## Биография
Родился 11 февраля 2004 года в Шадринске Курганской области. Заниматься тяжёлой атлетикой начал в Детско-юношеской спортивной школе «Ермак», тренировался у Евгения Теплоухова и Владимира Дитяткина. Позднее стал представлять Центр спортивной подготовки и проведения спортивных мероприятий Курганской области, где работает спортсменом-инструктором.
В августе 2020 года присвоено звание «Мастер спорта России».
В 2024 году представлял страну на Играх стран БРИКС в Казани, где в категории до 89 кг завоевал бронзовую награду.
На Кубке России 2025 года в Верхней Пышме одержал победу. Взяв в толчке вес 196 кг, установил новый молодёжный рекорд страны.
На чемпионате России в Санкт-Петербурге в 2025 году в категории до 96 кг завоевал серебряную медаль с результатом 361 кг по сумме двоеборья. В отдельных упражнениях завоевал малые бронзовые медали.
Обучается в Шадринском государственном педагогическом университете. 

## Основные результаты
| Год  | Соревнования     | Место проведения | Весовая категория | Рывок, кг | Толчок, кг | Сумма, кг | Место |
| ---- | ---------------- | ---------------- | ----------------- | --------- | ---------- | --------- | ----- |
| 2025 | Чемпионат России | Санкт-Петербург  | до 96 кг          | 160       | 201        | 361       | 2     |